# Bayraktar du peuple
 (août 2023).
La mise en forme du texte ne suit pas les recommandations de Wikipédia : il faut le « wikifier ».
Les points d'amélioration suivants sont les cas les plus fréquents. Le détail des points à revoir est peut-être précisé sur la page de discussion.
- Les titres sont pré-formatés par le logiciel. Ils ne sont ni en capitales, ni en gras.
- Le texte ne doit pas être écrit en capitales (les noms de famille non plus), ni en gras, ni en italique, ni en « petit »…
- Le gras n'est utilisé que pour surligner le titre de l'article dans l'introduction, une seule fois.
- L'italique est rarement utilisé : mots en langue étrangère, titres d'œuvres, noms de bateaux, etc.
- Les citations ne sont pas en italique mais en corps de texte normal. Elles sont entourées par des guillemets français : « et ».
- Les listes à puces sont à éviter, des paragraphes rédigés étant largement préférés. Les tableaux sont à réserver à la présentation de données structurées (résultats, etc.).
- Les appels de note de bas de page (petits chiffres en exposant, introduits par l'outil «  Source ») sont à placer entre la fin de phrase et le point final[comme ça].
- Les liens internes (vers d'autres articles de Wikipédia) sont à choisir avec parcimonie. Créez des liens vers des articles approfondissant le sujet. Les termes génériques sans rapport avec le sujet sont à éviter, ainsi que les répétitions de liens vers un même terme.
- Les liens externes sont à placer uniquement dans une section « Liens externes », à la fin de l'article. Ces liens sont à choisir avec parcimonie suivant les règles définies. Si un lien sert de source à l'article, son insertion dans le texte est à faire par les notes de bas de page.
- La présentation des références doit suivre les conventions bibliographiques. Il est recommandé d'utiliser les modèles {{Ouvrage}}, {{Chapitre}}, {{Article}}, {{Lien web}} et/ou {{Bibliographie}}. Le mode d'édition visuel peut mettre en forme automatiquement les références.
- Insérer une infobox (cadre d'informations à droite) n'est pas obligatoire pour parachever la mise en page.

Pour une aide détaillée, merci de consulter Aide:Wikification.
Si vous pensez que ces points ont été résolus, vous pouvez retirer ce bandeau et améliorer la mise en forme d'un autre article.
Bayraktar du peuple (en ukrainien : Народний Байрактар (Narodnyy Bayraktar)) était une série de projets de collecte de fonds pour l'achat des drones turcs Bayraktar TB2 pour les besoins des forces armées ukrainiennes dans le cadre de l'invasion russe de l'Ukraine
Les projets de collecte de fonds pour le Bayraktar TB2 ont été couronnés de succès en Lituanie, en Pologne et en Ukraine même. Des projets similaires ont également été tentés en Norvège et au Canada.

## Collecte de fonds

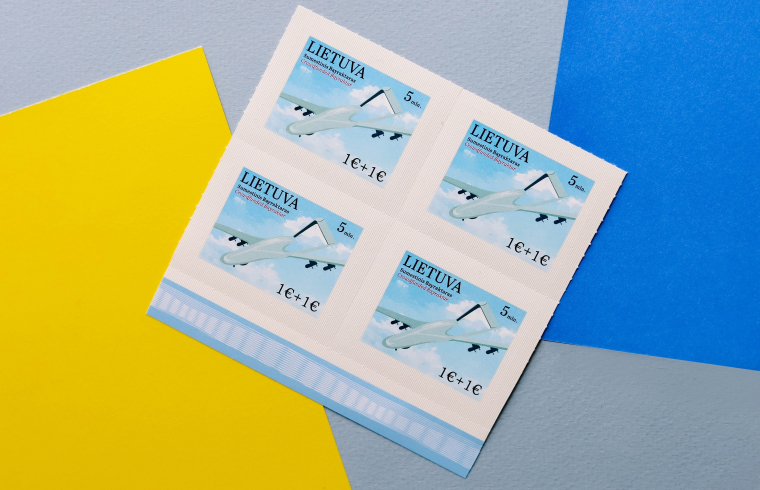
Timbres à l'effigie du Bayraktar TB2 produit par la poste de Lituanie en l'honneur du financement participatif lituanien

### Lituanie
La première collecte de fonds Bayraktar pour les forces armées ukrainiennes a eu lieu en Lituanie. Il a été annoncé par le présentateur de télévision lituanien Andrius Tapinas. Cette initiative a reçu l'approbation des départements de la défense de Lituanie et de Turquie. Les Lituaniens ont collecté plus de 5 millions d'euros pour cet achat en trois jours. Le 2 juin 2022, Baykar, le fabricant de drones turque, a annoncé qu'il ferait don de Bayraktar TB2 à la campagne lituanienne. Le ministre lituanien de la Défense, Arvydas Anušauskas, a souligné que la Lituanie utiliserait l'argent collecté pour acheter les munitions nécessaires au drone d'attaque.
Le 9 juin, la poste lituanienne a commencé à vendre un timbre à l'effigie de Bayraktar TB2. La moitié de l'argent pour l'achat du timbre est dirigé vers les comptes du fonds caritatif "Bleu/Jaune" (lituanien : Mėlyna ir geltona) pour l'aide humanitaire à l'Ukraine.

### Ukraine
Le 22 juin 2022, le jour de son anniversaire, le présentateur de télévision et personnalité publique Serhiy Prytula a annoncé une campagne de financement pan-ukrainienne pour les drones d'attaque Bayraktar TB2. D'après ses dires, le projet "Bayraktar du peuple" était en préparation depuis environ un mois.
Environ 300 millions de hryvnias ont été collectés le premier jour. Au troisième jour de la collecte de fonds, le montant prévu de 500 millions ont été entièrement collectés et dépassés. Selon Prytula, au soir du 24 juin, plus de ₴600 millions avaient été collectés, ce qui permettrait de commander quatre Bayraktars au lieu de trois.
L'un des slogans de la collecte de fonds était la phrase : six hryvnias comptent.
Mykhailo Podolyak, conseiller du chef du bureau du président de l'Ukraine, a également commenté l'achèvement de la collecte de fonds :
"En seulement trois jours, Andrius Tapinas et le peuple lituanien ont levé 6 millions d'euros pour Bayraktar pour l'Ukraine. La Fondation Serhiy Prytula et le peuple ukrainien ont répété le défi et achèteront quatre autres "oiseaux". Nous gagnerons parce que de vraies personnes du monde entier sont derrière nous. Pour la fédération de Russie, il n'y a que ténèbres et vide.".
Les médias de masse internationaux, tels que Yahoo, Sky News Politico, TRhaber, etc., ont activement écrit sur la collecte de fonds pour les drones de combat.
Une fois la collecte de fonds terminée, le fabricant de drones Baykar a annoncé qu'il enverrait trois drones en Ukraine, pour lesquels les Ukrainiens ont collecté des fonds, gratuitement, sur la base que tout l'argent collecté serait reversé à des organisations caritatives aidant les Ukrainiens à la fois en Ukraine et à l'étranger (réfugiés). La condition a été acceptée. Le 18 août, Prytula a annoncé via une vidéo YouTube et un message sur Notion que l'argent récolté avait été dépensé pour conclure un accord, surnommé « Satellite du peuple », avec ICEYE, un fabricant finlandais de satellites. Cet accord permet au ministère ukrainien de la Défense d'avoir un accès complet à tous les systèmes et à toutes les capacités de l'un des satellites d'ICEYE déjà en orbite au-dessus de la région. Prytula a déclaré que cet accès avait été acheté pour "plus d'un an". Les Bayraktars sont arrivés en Ukraine le 5 septembre et ont depuis été envoyés au front. Ils s'appelaient Халепа (Khalepa), Ковінька (Kovinka) et Трясця (Triastsia); ces trois noms sont des exclamations en ukrainien utilisées pour exprimer la colère ou le mécontentement. La signification implicite de ces noms est que les soldats ennemis hurleront de colère lorsqu'ils seront attaqués par les drones.

### Pologne
Le 28 juin 2022, après la Lituanie et l'Ukraine, une campagne de financement pour Bayraktar est lancée en Pologne, initiée par le journaliste polonais Sławomir Sierakowski. La collecte de fonds était prévue sur 30 jours, s'attendant à recueillir 4,5 millions de zlotys. Au 30 juin, le premier million de złotys a été collecté en Pologne.
Au total, 22,5 millions de zlotys ont été levés et donc plus que prévu. Une fois de plus, la société turque a fourni gratuitement le drone "Bayraktar" à l'Ukraine, et les fonds alloués ont été dépensés pour l'aide humanitaire dans le pays. Sławomir Sierakowski a publié une lettre du conseil d'administration de Baykar.

## Sources et références
1. ↑  (uk) « Народний Байрактар. Акція йде світом », ua.korrespondent.net (consulté le 5 juillet 2022)
2. ↑  « Following Lithuania and Poland, Norway started fundraising effort to buy Bayraktar for Ukraine Army », Ukrinform, 18 juillet 2022
3. ↑  « Norway, Canada launch crowdfunding campaigns to buy Turkiye drones for Ukraine », middleeastmonitor.com, 20 juillet 2022
4. ↑  Гілка, « "У тебе є 3 тижні зібрати 5 млн євро" — литовський журналіст про те, як знайшов гроші на "Байрактар" для України »,‎ 23 juin 2022
5. 1 2 3  (uk) « Туреччина подарує Литві "Байрактар" для України. Гроші на нього зібрали за три дні », BBC News Україна,‎ 2 juin 2022 (lire en ligne, consulté le 2 août 2023)
6. 1 2  (uk) « Пошта Литви почала продаж марки з "Байрактаром": рекомендують писати листи з нею Шольцу й Макрону », Українська правда (consulté le 5 juillet 2022)
7. ↑  (uk) « Почали "смикати" після прикладу Литви, – Притула про те, як з'явилась ідея купити "Байрактари" », 24 Канал,‎ 27 juin 2022 (consulté le 5 juillet 2022)
8. ↑  (uk) « Українці за добу зібрали 296 млн грн на купівлю "Байрактарів": як долучитися », РБК-Украина (consulté le 5 juillet 2022)
9. ↑  (uk) « Українці за три дні назбирали 600 мільйонів на чотири Байрактари замість трьох », Галицький Кореспондент,‎ 24 juin 2022 (consulté le 5 juillet 2022)
10. ↑  (uk) « Кожні 6 грн важливі: в Україні стартував проєкт "Народний Байрактар" | The Sumy Post Новини », The Sumy Post (consulté le 5 juillet 2022)
11. ↑  « Подоляк: Ми переможемо, бо за нами – справжні люди з усього світу, а за Росією – лише морок і порожнеча », gordonua.com,‎ 25 juin 2022 (consulté le 5 juillet 2022)
12. ↑  (en-US) « Ukrainians donate almost $10 million in a day to buy Bayraktar drones for army », news.yahoo.com, 23 juin 2022 (consulté le 5 juillet 2022)
13. ↑  (en) « Ukraine news live: Ukrainian troops plan counter offensive in south of country; Zelenskyy says his forces will 'break' Moscow's will », Sky News (consulté le 5 juillet 2022)
14. ↑  (uk) « В українців не візьмуть 600 мільйонів гривень на Байрактари, а віддадуть три БПЛА безкоштовно », Українська правда (consulté le 5 juillet 2022)
15. ↑  « Serhiy Prytula Charity Foundation has bought a satellite with the People's Bayraktar project funds », Notion_(productivity_software), 18 août 2022 (consulté le 18 août 2022)
16. ↑  (uk) « "Бавовни" буде багато: Притула на гроші українців купив супутник » [archive du 18 août 2022], Українська Правда,‎ 18 août 2022 (consulté le 18 août 2022)
17. ↑  (uk) « Притула показав три "Народні Байрактари", які вже прибули в Україну. », Суспільне Новини,‎ 5 septembre 2022 (consulté le 10 septembre 2022)
18. ↑  (uk) « У Польщі запустили збір коштів на Bayraktar для ЗСУ », www.unian.ua (consulté le 5 juillet 2022)
19. ↑  (uk) « Поляки зібрали перший мільйон злотих на "Байрактар" для України », Українська правда (consulté le 5 juillet 2022)
20. ↑  « Bayraktar Manufacturer to Provide "Polish" Drone for Free », Українська правда